# Bassania umbrimargo
Bassania umbrimargo är en fjärilsart som beskrevs av Dyar 1910. Bassania umbrimargo ingår i släktet Bassania och familjen mätare. Inga underarter finns listade i Catalogue of Life.